# Fagutal
| \| \| |
| Localisation du Fagutal sur une carte topographique simplifiée de la ville de Rome antique avec, à titre indicatif, les empreintes des principaux monuments et les tracés des murs servien et aurélien. |
| |

Le Fagutal (en latin : Fagutalis) est le nom de l'extrémité occidentale de la pointe méridionale de l'Esquilin, qui finit par se confondre avec l'Oppius.

## Localisation
Le Fagutal semble clairement distinct de l'Oppius, dont il forme une extension durant les premiers temps de Rome, et les deux collines sont célébrées lors des festivités du Septimontium. Plus tard, toute cette pointe de l'Esquilin devient désignée par le Mons Oppius et Varron cite le lucus Fagutalis comme partie intégrante de l'Oppius. Le nom Fagutal disparaît, peut-être remplacé dans le langage populaire par les Carinae, formées par les pentes occidentales de l'Oppius, face à la Velia. Cette partie de la colline, au sommet du Clivus Pullius, est aujourd'hui dominée par l'église San Pietro in Vincoli,.

## Origine du nom
Selon Varron, le terme latin fagutal dérive de fagus (« hêtre »), espèce d'arbres qui couvrent cette partie de l'Esquilin, le lucus Fagutalis, encore partiellement préservé à la fin de la République. Un petit temple situé dans ce bois est dédié à Jupiter qui y porte le surnom de Fagutalis (Sacellum Iovis Fagutalis), ainsi que la rue qui le dessert (Vicus Iovis Fagutalis),.